# Liste der Nummer-eins-Hits in Dänemark (2000)
Diese Liste enthält alle Nummer-eins-Hits in Dänemark im Jahr 2000. Es gab in diesem Jahr Nummer-eins-Singles.

## Singles
| ← 1999 ← | Liste der Nummer-eins-Hits in Dänemark | Liste der Nummer-eins-Hits in Dänemark | Liste der Nummer-eins-Hits in Dänemark                                                                               | 2001 →                    |
| \| Zeitraum \| Wo. ges. \| Interpret \| Titel Autor(en) \| Zusätzliche Informationen \| \| (Zeitraum, Wochen auf Platz eins, Interpret, Titel, Autor[en], zusätzliche Informationen) \| \| \| \| \| \| ----------------------------------------------------------------------------------------- \| -------- \| ------------------- \| -------------------------------------------------------------------------------------------------------------------- \| ------------------------- \| \| 16. Dezember 1999 – 7. Januar 2000 3 Wochen \| 3 \| Daniel \| Love Will Keep Us Together \| – \| \| 8. Januar 2000 – 13. Januar 2000 1 Woche \| 1 \| Creamy \| Den Bedste Jul I 2000 År \| – \| \| 15. Januar 2000 – 4. Februar 2000 3 Wochen \| 3 \| Eiffel 65 \| Move Your Body Musik: Maurizio Lobina, Domenico Capuano, Roberto Molinaro; Text: Gianfranco Randone, Massimo Gabutti \| – \| \| 5. Februar 2000 – 10. März 2000 5 Wochen \| 5 \| Aqua \| Cartoon Heroes Søren Rasted, Claus Norreen \| – \| \| 11. März 2000 – 23. Mai 2000 11 Wochen \| 11 \| DJ Aligator Project \| The Whistle Song \| – \| \| 6. Mai 2000 – 26. Mai 2000 3 Wochen \| 3 \| Britney Spears \| Oops!… I Did It Again Martin Karl Sandberg, Rami Yacoub \| – \| \| 27. Mai 2000 – 23. Juni 2000 4 Wochen (insgesamt 5) \| 5 \| Olsen Brothers \| Fly on the Wings of Love Jørgen Olsen \| – \| \| 24. Juni 2000 – 28. Juli 2000 5 Wochen (insgesamt 6) \| 6 \| DJ Aligator Project \| Lollipop \| – \| \| 29. Juli 2000 – 4. August 2000 1 Woche (insgesamt 5) \| 5 \| Olsen Brothers \| Fly on the Wings of Love Jørgen Olsen \| – \| \| 5. August 2000 – 11. August 2000 1 Woche (insgesamt 6) \| 6 \| DJ Aligator Project \| Lollipop \| – \| \| 12. August 2000 – 18. August 2000 1 Woche \| 1 \| Ronan Keating \| Life Is a Rollercoaster Gregg Alexander, Rick Nowels \| – \| \| 19. August 2000 – 25. August 2000 1 Woche \| 1 \| Melanie C \| I Turn to You Melanie Chisholm, Richard W. Nowels Jr., Billy Steinberg \| – \| \| 26. August 2000 – 3. November 2000 10 Wochen \| 10 \| Rollo & King \| Ved du hvad hun sagde? \| – \| \| 4. November 2000 – 10. November 2000 1 Woche \| 1 \| Tubby Gold \| My Golden Danish Collection \| – \| \| 11. November 2000 – 1. Dezember 2000 3 Wochen (insgesamt 14) \| 14 \| Safri Duo \| Played-A-Live (The Bongo Song) Morten Friis, Uffe Savery, Michael Parsberg \| – \| \| 4. November 2000 – 10. November 2000 1 Woche \| 1 \| Sort Sol \| Nights in White Satin Justin Hayward \| – \| \| 9. Dezember 2000 – 31. Dezember 2000 4 Wochen \| 4 \| Mark Linn \| You You You \| – \| |                                        |                                        | |                           |
| ← 1999 |                                        |                                        | | → 2001 →                  |
| Zeitraum | Wo. ges.                               | Interpret                              | Titel Autor(en) | Zusätzliche Informationen |
| (Zeitraum, Wochen auf Platz eins, Interpret, Titel, Autor[en], zusätzliche Informationen) |                                        |                                        | |                           |
| 16. Dezember 1999 – 7. Januar 2000 3 Wochen | 3                                      | Daniel                                 | Love Will Keep Us Together                                                                                           | –                         |
| 8. Januar 2000 – 13. Januar 2000 1 Woche | 1                                      | Creamy                                 | Den Bedste Jul I 2000 År                                                                                             | –                         |
| 15. Januar 2000 – 4. Februar 2000 3 Wochen | 3                                      | Eiffel 65                              | Move Your Body Musik: Maurizio Lobina, Domenico Capuano, Roberto Molinaro; Text: Gianfranco Randone, Massimo Gabutti | –                         |
| 5. Februar 2000 – 10. März 2000 5 Wochen | 5                                      | Aqua                                   | Cartoon Heroes Søren Rasted, Claus Norreen                                                                           | –                         |
| 11. März 2000 – 23. Mai 2000 11 Wochen | 11                                     | DJ Aligator Project                    | The Whistle Song | –                         |
| 6. Mai 2000 – 26. Mai 2000 3 Wochen | 3                                      | Britney Spears                         | Oops!… I Did It Again Martin Karl Sandberg, Rami Yacoub                                                              | –                         |
| 27. Mai 2000 – 23. Juni 2000 4 Wochen (insgesamt 5) | 5                                      | Olsen Brothers                         | Fly on the Wings of Love Jørgen Olsen                                                                                | –                         |
| 24. Juni 2000 – 28. Juli 2000 5 Wochen (insgesamt 6) | 6                                      | DJ Aligator Project                    | Lollipop | –                         |
| 29. Juli 2000 – 4. August 2000 1 Woche (insgesamt 5) | 5                                      | Olsen Brothers                         | Fly on the Wings of Love Jørgen Olsen                                                                                | –                         |
| 5. August 2000 – 11. August 2000 1 Woche (insgesamt 6) | 6                                      | DJ Aligator Project                    | Lollipop | –                         |
| 12. August 2000 – 18. August 2000 1 Woche | 1                                      | Ronan Keating                          | Life Is a Rollercoaster Gregg Alexander, Rick Nowels                                                                 | –                         |
| 19. August 2000 – 25. August 2000 1 Woche | 1                                      | Melanie C                              | I Turn to You Melanie Chisholm, Richard W. Nowels Jr., Billy Steinberg                                               | –                         |
| 26. August 2000 – 3. November 2000 10 Wochen | 10                                     | Rollo & King                           | Ved du hvad hun sagde?                                                                                               | –                         |
| 4. November 2000 – 10. November 2000 1 Woche | 1                                      | Tubby Gold                             | My Golden Danish Collection                                                                                          | –                         |
| 11. November 2000 – 1. Dezember 2000 3 Wochen (insgesamt 14) | 14                                     | Safri Duo                              | Played-A-Live (The Bongo Song) Morten Friis, Uffe Savery, Michael Parsberg                                           | –                         |
| 4. November 2000 – 10. November 2000 1 Woche | 1                                      | Sort Sol                               | Nights in White Satin Justin Hayward                                                                                 | –                         |
| 9. Dezember 2000 – 31. Dezember 2000 4 Wochen | 4                                      | Mark Linn                              | You You You | –                         |